# Sphaerodactylus goniorhynchus
Sphaerodactylus goniorhynchus este o specie de șopârle din genul Sphaerodactylus, familia Gekkonidae, descrisă de Cope 1895. A fost clasificată de IUCN ca specie cu risc scăzut. Conform Catalogue of Life specia Sphaerodactylus goniorhynchus nu are subspecii cunoscute.

## Galerie

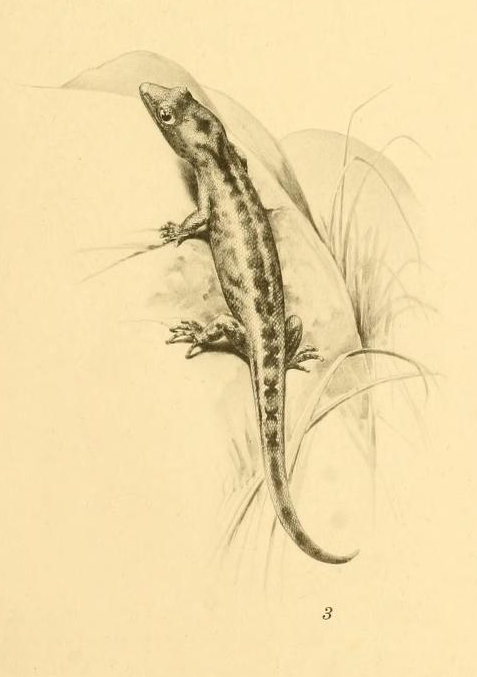
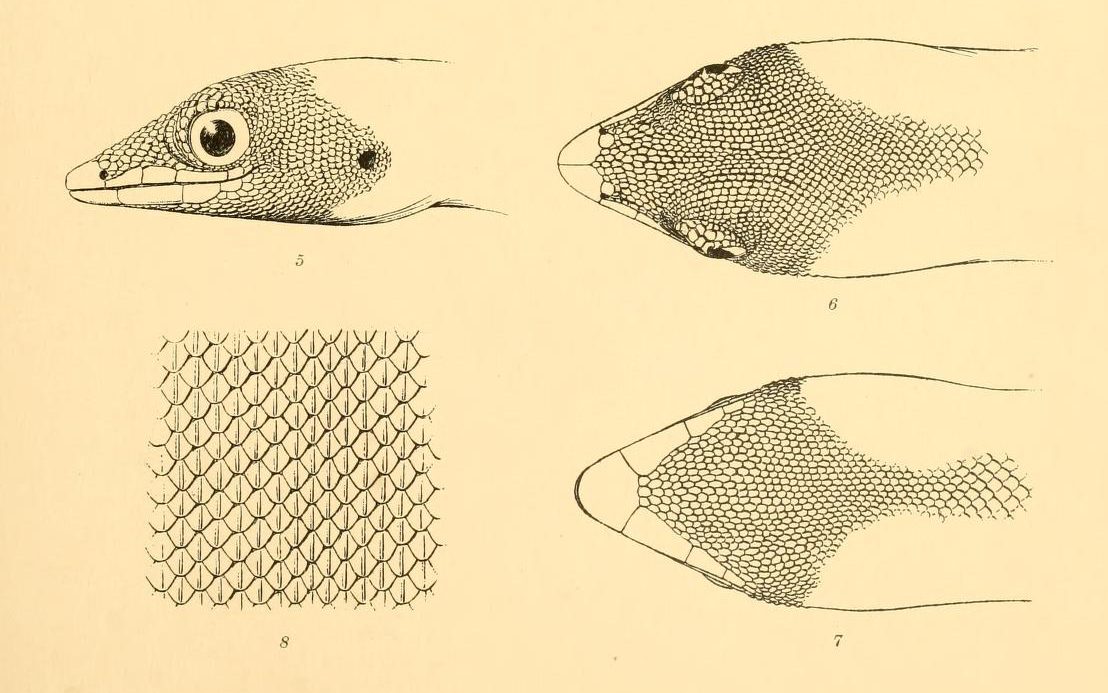